# Pilea ramosissima
Pilea ramosissima är en nässelväxtart som beskrevs av Ellsworth Paine Killip. Pilea ramosissima ingår i släktet pileor, och familjen nässelväxter. Inga underarter finns listade i Catalogue of Life.